# Fusil Automatique Modèle 1917
Il Fusil Automatique Modèle 1917 (chiamato anche RSC M1917) è un fucile semiautomatico che l'esercito francese ha messo in servizio durante l'ultima parte, nel 1918, della prima guerra mondiale. Era dotato di cartucce standard 8 mm Lebel, la cartuccia ricurva utilizzata in altre armi da fanteria dell'esercito francese dell'epoca. Nel complesso, il MAT (Fabbricazione di Armes de Tulle) avevano fabbricato circa 86.000 fucili Mle 1917 quando la loro produzione è termina alla fine del novembre 1918. Tuttavia, pochissimi sono sopravvissuti in condizioni completamente funzionali e le semiautomatiche sono diventate molto ricercate per il collezionismo.